# Отново в живота
„Отново в живота“ е български игрален филм от 1946 година на режисьора Георги Богоявленски, по сценарий на Стефан Топалджиков. Оператори са Йосип Новак и Емил Рашев. Музиката във филма е композирана от Александър Глазунов, Панчо Владигеров.

## Сюжет
Есента на 1944. Цигуларят Асен заминава за фронта. Там е ранен и загубва китките на ръцете си. В болницата за него се грижи сестра Елена. Асен прави всичко възможно годеницата му Радка да го забрави. Но съдбата решава друго...
Филмът е заснет в първия в България истински кинопавилион на ул. „Тулово“ в София. След национализацията през 1948 той се използва от държавната кинематография до края на 50-те и след това е преотстъпен на Българска телевизия.

## Актьорски състав
- Константин Янков – Асен Спасов
- Веса Грозева – Радка Милева
- Августина Касарова – Радка Милева
- Мария Манчева – Майката на Асен
- Ваня Димитрова – Сестра Елена
- Асен Камбуров – Тончо
- Никола Попов – Бащата на Радка
- Петко Атанасов – Индустриалецът
- Емил Тодоров – Боби
- Жени Карастоянова – Вера
- Косьо Бичев – Митко
- Лео Конфорти – Мърльо
- Аспарух Лешников – Солист от Овчаров Джаз